# الحفينة
الحفينة هي قرية من قرى منطقة حائل الجنوبية بالمملكة العربية السعودية، وتبعد حوالي 100 كلم جنوبا. يحدها من الشمال قرية الوسيطاء ومن الجنوب جبل العنتري وجبل ذرف ومن الغرب جبل خشم النايع ومن الشرق جبل السمراء، وهي تقع على وادي الحفن الذي يلتقي بوادي الشعبة ويصبان جميعا في وادي الرمة أكبر وادي في المملكة. يعيش بها عدد من العوائل الذين يعملون بالزراعة والرعي وفيها مدرسة وجامع ويعمل عدد من شبابها في الوظائف الحكومية.